# Ceny Asociace českých kameramanů 2012
Ceny Asociace českých kameramanů 2012 byly vyhlášeny v pražském kině Lucerna 23. února 2013.

## Porota
- David Jařab, předseda poroty – režisér
- Tomáš Choura – kameraman
- Jiří Krob – kameraman
- Jaromír Šofr – kameraman
- Jan Šuster – kameraman
- Radim Valak – filmový historik
- Ivan Vít – kameraman

## Ceny a nominace

### Film
- Marek Jícha: Láska je láska
- Adam Sikora: Ve stínu
- Diviš Marek: Čtyři slunce
- Klaus Fuxjager: Modrý tygr
- Miloslav Holman: Polski film
- Vladimír Smutný: Líbáš jako ďábel
- Lukáš Milota: Příliš mladá noc

### Televizní film
- Petr Koblovský: Aplaus
- Martin Šec: Ztracená brána
- Karel Fairaisl: Zrození bez porodu

## Uznání Jaroslava Kučery určené studentům FAMU
- Martin Polách: Sen

## Cena za celoživotní kameramanské dílo
- Petr Polák (in memoriam)